# Разбойная
Разбойная — река в Алтайском крае России. Устье реки находится в 3153 км по левому берегу Оби (Новосибирское водохранилище). Длина реки составляет 37 км, площадь водосборного бассейна 255 км².

## Данные водного реестра
По данным государственного водного реестра России относится к Верхнеобскому бассейновому округу, водохозяйственный участок реки — Обь от города Барнаул до Новосибирского гидроузла, без реки Чумыш, речной подбассейн реки — бассейны притоков (Верхней) Оби до впадения Томи. Речной бассейн реки — (Верхняя) Обь до впадения Иртыша.